# Vila-real
|  | No s'ha de confondre amb Vila Real. |

Vila-real és un municipi del País Valencià de la Plana Baixa. El padró municipal de l'INE del 2020 li assignà 51.293 habitants. És la quinzena població valenciana per nombre d'habitants i la tercera al nord de l'àrea metropolitana de València, només superada per Castelló de la Plana i Sagunt. Se situa com a segona ciutat amb més població de la província de Castelló. Durant la primera meitat del segle xx es va dedicar al cultiu de la taronja. En l'actualitat, té una important indústria de taulells. És també internacionalment coneguda pel Vila-real Club de Futbol.

## Toponímia

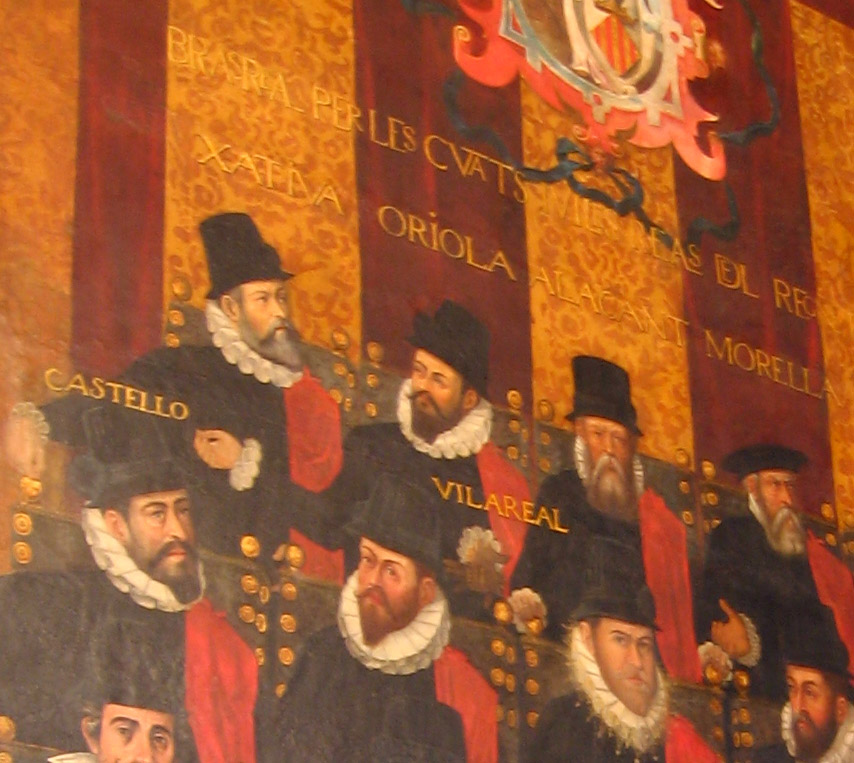
Representant de Vila-real als tapissos del palau de la Generalitat Valenciana

La denominació tradicional de la ciutat és Vila-real, en valencià. Des de la seua fundació (1274), el mot més utilitzat en la documentació era la forma llatina Villae Regalis o la valenciana, com s'aprecia al llenç de la sala Nova del Palau de la Generalitat Valenciana (1592), on el topònim que acompanya el representant local davant el regne diu Vilareal. Va ser des de la castellanització iniciada al segle xvi quan el topònim valencià va anar alternant amb el castellà Villarreal, com es pot comprovar en l'abundant documentació conservada a l'Arxiu Històric de la ciutat i en d'altres. A partir de la segona meitat del segle xviii, s'empra de manera oficial la forma castellana, mentre que la forma valenciana es manté intacta popularment, pronunciada Vilarrel, segons afirma Sanchis Guarner.
En 1938, després de la Guerra Civil, la Corporació municipal acordà la forma pseudoerudita de Villarreal de los Infantes, per distingir-la d'altres topònims homònims com ara Villarreal de Urrechua o Villarreal de Huerva. Després de l'oficialització bilingüe del topònim en 1983 durant el govern de l'UCD, bona part de la població recuperà la forma Vila-real, tant en la forma parlada com, sobretot, en l'escrita. Al febrer de 2006, l'Ajuntament optà de manera unànime per la forma oficial exclusivament en valencià (Vila-real, BOE del 30 de gener del 2007).

## Geografia
És situada a 8 km de la costa de la mar Mediterrània, a 7 km al sud de Castelló de la Plana i a 60 al nord de València. El riu Millars fa de límit amb els municipis d'Almassora i Onda, amb els quals fita pel nord. Per l'oest, limita amb Onda i Betxí, al sud amb Nules i les Alqueries i a l'est amb Borriana.
El seu terme fa part de la Plana, comarca natural de la costa valenciana que, a efectes estadístics, era dividida entre la Plana Alta, al nord del riu Millars, i la Plana Baixa, on es troba Vila-real.
El terme es troba en una secular cruïlla de camins: del SO al NE el travessen la N-340, l'AP-7, la CV-10 (autovia de la Plana) i el ferrocarril de València a Barcelona, i de l'O a l'E la CV-20, que ve d'Onda i de l'Alt Millars, i la CV-185, que va a Borriana i al seu port. A més, té camins rurals que van a Borriana (camí del Cedre), la platja de la Pola (camins de Vora Riu i la Mar), Almassora (camí d'Almassora, pel pont del Secanet), Borriol (camí Reial, que travessa el Millars prop de l'ermita de Santa Quitèria d'Almassora sobre un pont del segle xiii), l'Alcora (camins de l'Ermita de la Mare de Déu de Gràcia i Fondo), Onda (camins Vells de Vila-real a Onda i de Castelló a Onda), Betxí (camí de Betxí), Artana (camí d'Artana) i la Vilavella (camí de la Carretera).

### Nuclis
El poblament de l'actual Vila-real és compacte al voltant del nucli urbà, però històricament tingué un nucli dispers, les Alqueries de la Plana, que se segregaren del municipi en 1986.
Les sis partides històriques del terme de Vila-real (67,7 km²) són les Solades (NE), el Madrigal (NO), Pinella (O), Carinyena (E), el Pla Redó (SO) i el Cap de Terme (SE). Hui dia la del Cap del Terme configura el terme de les Alqueries (12,6 km²), i el de Vila-real suma, per tant, els 55,1 km² restants.
Les Solades i Carinyena es corresponen amb l'horta tradicional, regada per les séquies que deriven del Millars. Madrigal, Pinella i el Pla Redó es corresponen amb l'antic secà, hui transformat en regadiu gràcies a l'aigua de les sénies.
En la partida de Madrigal hi ha hagut tradicionalment una zona de cases d'esbarjo (anomenades a Vila-real masets), prop del Termet (zona de l'ermita de la Mare de Déu de Gràcia), que en els darrers anys s'ha desenvolupat notablement. Hui dia els masets del Madrigal han format una zona urbana més o menys compacta i unida a la població per la banda del NO, a través dels camins Vell de Castelló a Onda i de l'Ermita.

### Relleu i hidrografia

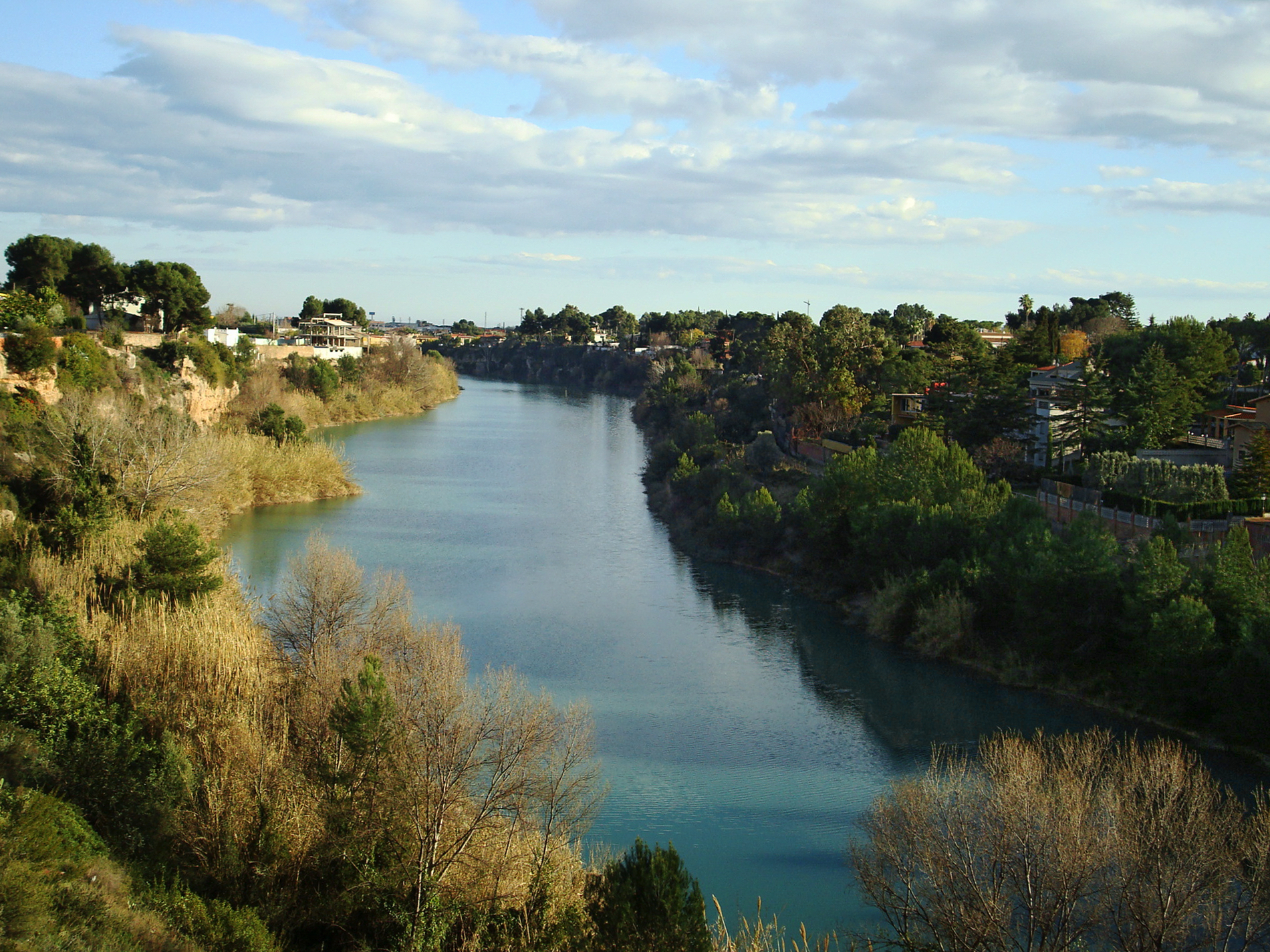
Vista del riu Millars.

Als dos terços occidentals del terme (el secà tradicional, entre els 100 i els 25 m d'altitud), el relleu està constituït per un enorme glacis plistocè que descendix de les muntanyes interiors (Onda, Betxí) i forma un extens mantell de rebles procedent de l'aportació fluvial que ha generat una crosta de cudols (eliminada artificialment i secularment per les intenses rompudes per antropitzar el territori). Per davall de la crosta del glacis hi ha un potent mantell freàtic, procedent de les aigües de pluja de la serra d'Espadà que fan cap al subsòl de la Plana i que han estat aprofitades mitjançant l'obertura de nombrosos pous (sénies) per a la captació d'aigua per al regadiu. Al terç oriental del terme (per sota dels 25 m), desapareix el mantell de rebles i les terres d'horta de l'Holocè afloren amb un mínim pendent fins a perdre's a la mar.
El raiguer descendix suaument de NO a SE i està tallat en la mateixa direcció pel riu Millars, al nord, els barrancs de l'Hospital, Ràtils i Espaser (estos dos són afluents del riu Sec de Betxí), al centre, i del riu Sec de Betxí pròpiament dit, al sud. Tant eixe com el riu Millars presenten depòsits de fons de rambla de cudols solts.

### Clima i vegetació
El clima es caracteritza pels hiverns temperats (10,5 °C al gener) i humits i els estius càlids i secs. La vegetació, restringida al llit dels rius i barrancs, és la pròpia del domini Querco-Lentiscetum (màquia de carrasca i margalló), amb restes de pinedes en la zona del Termet, prop de l'ermita de la Mare de Déu de Gràcia.

### Demografia
| Evolució demogràfica (des de 1877) Censos de població | Evolució demogràfica (des de 1877) Censos de població                                                        | Evolució demogràfica (des de 1877) Censos de població |
| ----------------------------------------------------- | --- | ----------------------------------------------------- |
|                                                       | |                                                       |
| Nota:                                                 | (*) En aquesta data les Alqueries ja no formava part del municipi de Vila-real, puix es va segregar el 1985. |                                                       |
|                                                       | Font: Institut Nacional d'Estadística                                                                        |                                                       |

| 2000   | 2001   | 2002   | 2003   | 2004   | 2005   | 2006   | 2007   | 2008   | 2009   | 2010   | 2011   | 2012   | 2013   | 2020   |
| ------ | ------ | ------ | ------ | ------ | ------ | ------ | ------ | ------ | ------ | ------ | ------ | ------ | ------ | ------ |
| 41.531 | 42.320 | 43.595 | 44.685 | 45.582 | 46.696 | 48.055 | 49.045 | 50.626 | 51.205 | 51.367 | 51.168 | 51.357 | 51.180 | 51.293 |

## Història

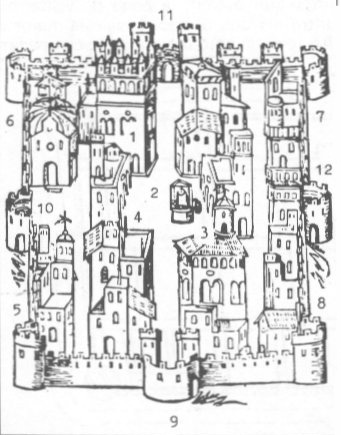
Dibuix de Vila-real segons Rafael Martí de Viciana (1564)

Hi ha testimonis de poblament a la zona ja durant l'Eneolític (Vil·la Filomena), ibèric i de la dominació romana. Hi ha rastres de l'etapa de domini àrab de la Plana de Borriana, que va deixar alguna herència de topònims que encara romanen vius, i de petits nuclis rurals dispersos (alqueries) escampats per l'horta. Tot i així, el nucli actual fou fundat pel rei Jaume I en 1274, segregant-la de Borriana mitjançant una carta pobla. El segle xv fou un període de regressió demogràfica i econòmica. Les caresties i les epidèmies, especialment la pesta negra, feren estralls en la població, que descendí de manera notable. En 1427 sumava 475 veïns i en 1499 només 290. Els segles xvi i xvii foren d'auge econòmic, tot i l'expulsió morisca.
Durant la Guerra de Successió les tropes borbòniques de Felip V, comandades pel comte de les Torres de Alcorrín que pretenien arribar a València, davant la resistència presentada al seu pas per un grup de veïns partidaris del rei Carles d'Àustria que els varen atacar des de les murades, en contra de la decisió del Consell de la Vila que intentà prudentment mantenir-se al marge del conflicte, van assaltar Vila-real el 12 de gener de 1706, en un combat que va provocar quasi 500 morts entre els combatents dels dos bàndols i l'incendi d'alguns edificis pertanyents a partidaris del rei Felip de Borbó. Després de la guerra es produí un fort creixement econòmic, a causa de la consolidació del cultiu, manufactura i comerç de la seda i el cànem.
El segle xix, oscil·lant entre el liberalisme i el conservadorisme, es va caracteritzar pels motins de caràcter polític, la invasió napoleònica (1808-1814), les conspiracions liberals o realistes, la repressió absolutista i les guerres carlines, durant les quals patix successius atacs i incendis. Durant la segona meitat del XIX, l'economia va prosperar notablement iniciant-se les primeres plantacions de tarongers, millorant-se les tècniques de cultiu, explotació i comerç de la taronja, fet que donà un gran impuls econòmic a la vila. La segona meitat del XIX fou un període d'assentament del capitalisme agrícola. A pesar de les epidèmies de còlera de 1854, 1865 i 1886, Vila-real sumava 12.000 hab. en 1887 i 15.000 en 1910.
La Primera Guerra Mundial fou un període de crisi per a l'agricultura, per tal com es van tallar els enviaments de taronges cap a Europa. Durant els anys 1920 i 1930 hi va haver una lleugera recuperació, i una part de la indústria local s'havia especialitzat en la producció de bombes per a l'elevació i captació d'aigües, en plena transformació del secà.
Després de la Guerra Civil espanyola, la població es mantingué estancada en 17.000 habitants durant els durs anys de postguerra. En 1950, el motor de l'economia local continuava sent el cultiu i comercialització de la taronja, i la principal indústria local era la fabricació industrial de motocultors i cavadores de dimensió reduïda, a banda d'alguna empresa tèxtil.
El mateix 1956, després de les fortes glaçades, es va fundar la primera empresa ceràmica, i de llavors ençà el nombre de fàbriques s'incrementà al terme, complementant el sector agrari. L'impuls d'eixa indústria afavorí un creixement urbanístic, aplegant milers d'immigrants de les comarques de l'Alt Millars, els Ports i l'Alt Maestrat, del sud d'Aragó, de la Manxa i d'Andalusia, atrets per la indústria. Durant les dècades de 1970 i 1980, el creixement es va alentir lleugerament per causa de la crisi econòmica internacional, que provocà un estancament de la producció citrícola i ceràmica. Fruit de la nova embranzida econòmica dels 1990 i principi del XXI, gràcies a un desenvolupament industrial del taulell i indústries auxiliars, la ciutat ha tornat a créixer.

## Evolució urbana
Vila-real és un dels municipis de la Plana –juntament amb Castelló, Nules, Almenara i Almassora- que, a partir d'un recinte medieval geomètric i en escaquer, ha desenvolupat la trama urbana en quadrícula d'una manera més o menys aproximada.
Creat de nova planta en 1274 pel rei Jaume I, només dos anys abans de la seua mort, en el disseny del plànol de la vila hom veu les mans d'un expert urbanista, que dissenyà una rectangle perfecte tallat per quadrícules perfectes, tal com algunes dècades després aconsellava Francesc Eiximenis: amb quatre portes, una cap al nord (portal de Castelló, al final de l'actual carrer Major de Sant Jaume), una cap a ponent (portal d'Onda, al costat del qual s'obria l'esplanada de celebració de la fira anual), una cap a migjorn (portal de València, al final de l'actual carrer Major de Sant Doménec) i una cap a llevant (portal de Borriana, al final de l'antic camí de Borriana). Successivament, varen ser oberts altres portals, com el d'Enmig, o el de la Sang (al costat de la vella jueria).

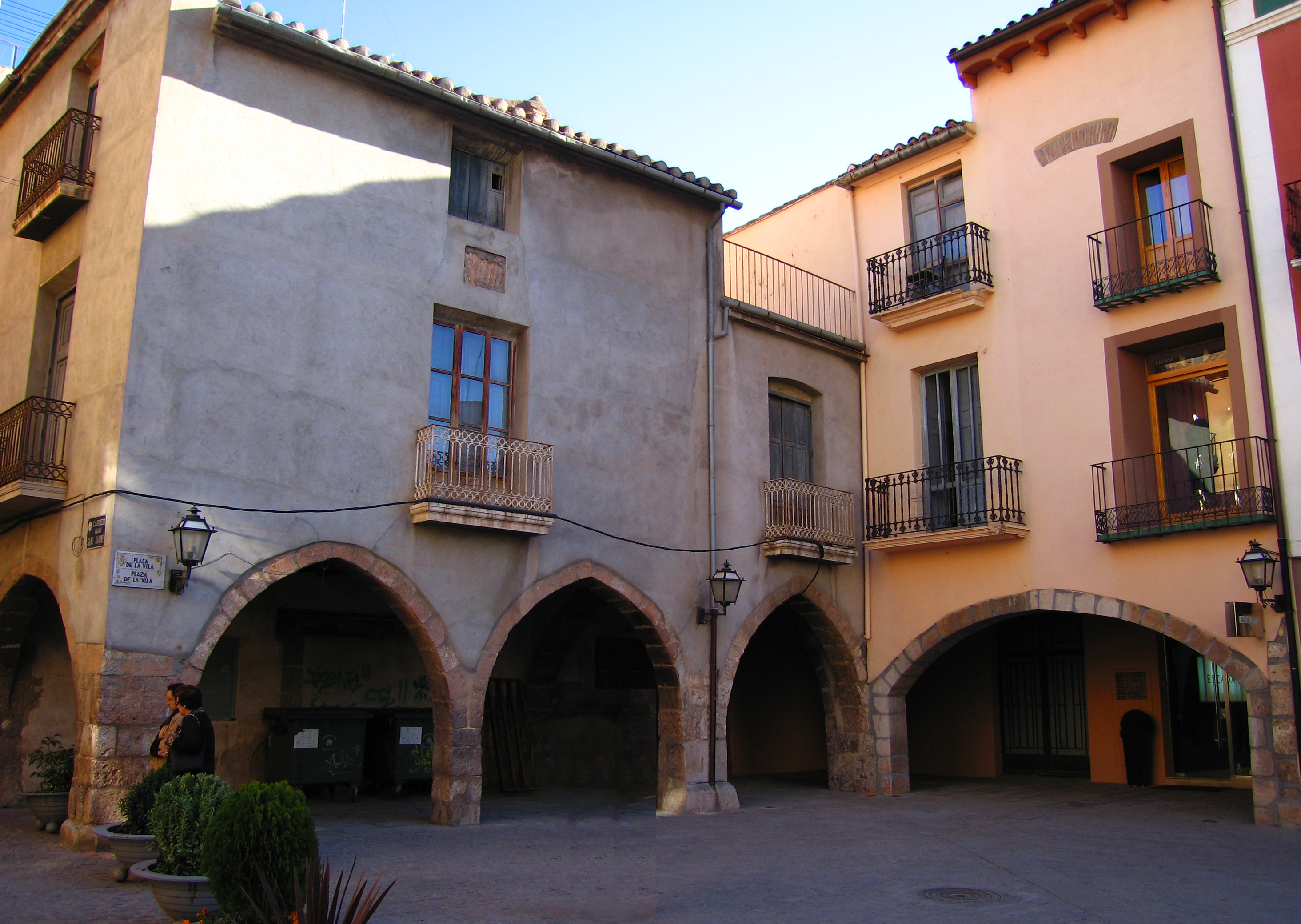
Angle NE de la plaça de la Vila.

Cadascun dels angles que tancaven el recinte rectangular estava coronat per una torre: al SO la de Martorell, al NO la d'Alcover, al NE la d'en Folch Miquel i al SE la Torre Motxa, que encara es conserva parcialment, i que, junt amb un tros de la part oriental de la murada (a l'avinguda anomenada precisament de la "Murà"), dins la "casa de l'Oli" on es troba l'Arxiu Històric Municipal, és l'únic testimoni extern que resta d'aquell llenç rectangular que durant segles envoltà la ciutat, fent que bona part haja quedat integrat a l'interior de les edificacions que l'envolten.
El carrer Major és l'eix longitudinal de l'antiga vila, travessat perpendicularment pels carrers del Comte d'Albai i el de Ramon y Cajal (camins d'Onda i de Borriana, respectivament); a la confluència dels dos eixos principals es forma una plaça porxada quadrangular, la plaça de la Vila, lamentablement mutilada en 1966 en un dels seus angles (SE) per tal d'edificar l'actual plaça Major.
Durant el segle xiv ja s'havien format dos ravals: al sud de la vila, el de Santa Llúcia (hui del Carme), i al nord el de Castelló (hui de Sant Pasqual). Posteriorment, fins al segle xix, el creixement es concentrà sobretot cap a ponent, al voltant del raval d'Onda (segle XVII), mentre que l'alt valor agrari de les terres que hi havia a llevant impedia el desenvolupament urbà per eixa zona. La ciutat s'ordenava d'una manera més o menys regular i en quadrícula, llevat de la zona NO, on el camí Reial trencava en diagonal l'escaquer del plànol.
Fins a mitjan segle xx, la ciutat continuà desenvolupant-se principalment a ponent i depassà àmpliament l'antiga carretera N-340, i assolí fins i tot el carrer del Calvari; cap al sud, la ciutat també conegué un creixement important, més enllà del Barranquet (barranc de l'Hospital o de Santa Llúcia), a l'altra banda del qual es formà a finals del XIX el barri anomenat de Mislata (o de València).
El traçat del ferrocarril de via estreta, anomenat popularment la "Panderola", es va sobreimposar al plànol: procedent de Castelló, circulava pel llit del vell barranc de Santa Llúcia una vegada que va ser reomplit parcialment, i a l'altura del carrer Sant Joaquim girava a ponent, per buscar l'actual plaça del Llaurador i girar novament pel carrer del Comte de Ribagorça, fins a arribar a l'estació de la Panderola (actual parc homònim). Des d'allí, un ramal s'enfilava a ponent cap a Onda, i un altre cap al S-SE, buscant Borriana. Eixe traçat de la Panderola va condicionar la formació de dues grans avingudes al S i SO de la ciutat: les d'Alemanya i d'Itàlia.
Més enllà del recorregut de la Panderola, es van formar a partir de mitjan segle xx alguns barris segregats de la resta de la població, sovint enmig de les fàbriques, i sempre seguint camins rurals com ara el de la Carretera, el d'Artana, el de Betxí, el de les Voltes o la senda de Pescadors.
Calgué esperar a la segona meitat del segle xx perquè Vila-real començara a desenvolupar-se cap a llevant, al voltant de dos eixos: el camí o avinguda del Cedre i el camí o passeig de l'Estació. És entre l'avinguda de la Murà, a l'est de la vila medieval, i el ferrocarril, límit oriental del nucli urbà, que més s'ha construït dels anys seixanta ençà, principalment en altura. També cap al N-NE, al voltant de l'avinguda de Francesc Tàrrega s'ha edificat molt dels anys 1980 ençà, sempre en altura.
En l'actualitat, Vila-real continua el seu desenvolupament urbà en forma d'escaquer, especialment cap al nord i l'est, on els carrers ja són construïts i a poc a poc van sent edificats. En l'última dècada, s'ha obert un nou eix viari -l'avinguda de França- paral·lel al ferrocarril, que travessa la població de N a S, i forma un vial perimetral enllaçant amb les avingudes de França i Itàlia, així com les noves de Grècia i de Portugal. A ponent de la de Portugal, la ciutat està compactant-se, ja no necessàriament en altura, sinó també en habitatges unifamiliars.

## Economia

### Agricultura. Monocultiu citrícola
L'economia de Vila-real ha sigut de predomini agrari fins als anys 1960, quan s'assoliren les 5.100 hectàrees de cultiu. De llavors ençà, l'expansió urbanoindustrial s'ha desenvolupat en detriment del sòl agrícola, que el 2006 era de menys de 3.300 ha. En l'actualitat, un 60% del terme continua sent agrícola, en un 99% dedicat als cítrics i, doncs, en regadiu. Destaca poderosament el cultiu del mandariner (85% del total), millor adaptat al sòl i el microclima de la Plana, i més rendible que el taronger pròpiament dit.
La major part dels magatzems de manipulació i exportació de cítrics es trobaven a l'oest, junt a l'estació del tren de via estreta (la Panderola), i a l'est, a l'entorn de l'estació de ferrocarril, i hi destaca el modernista i recentment remodelat magatzem de Tomás Cabrera, que com molts altres magatzems, ha tancat durant les últimes dècades per la crisi estructural que patix la citricultura.

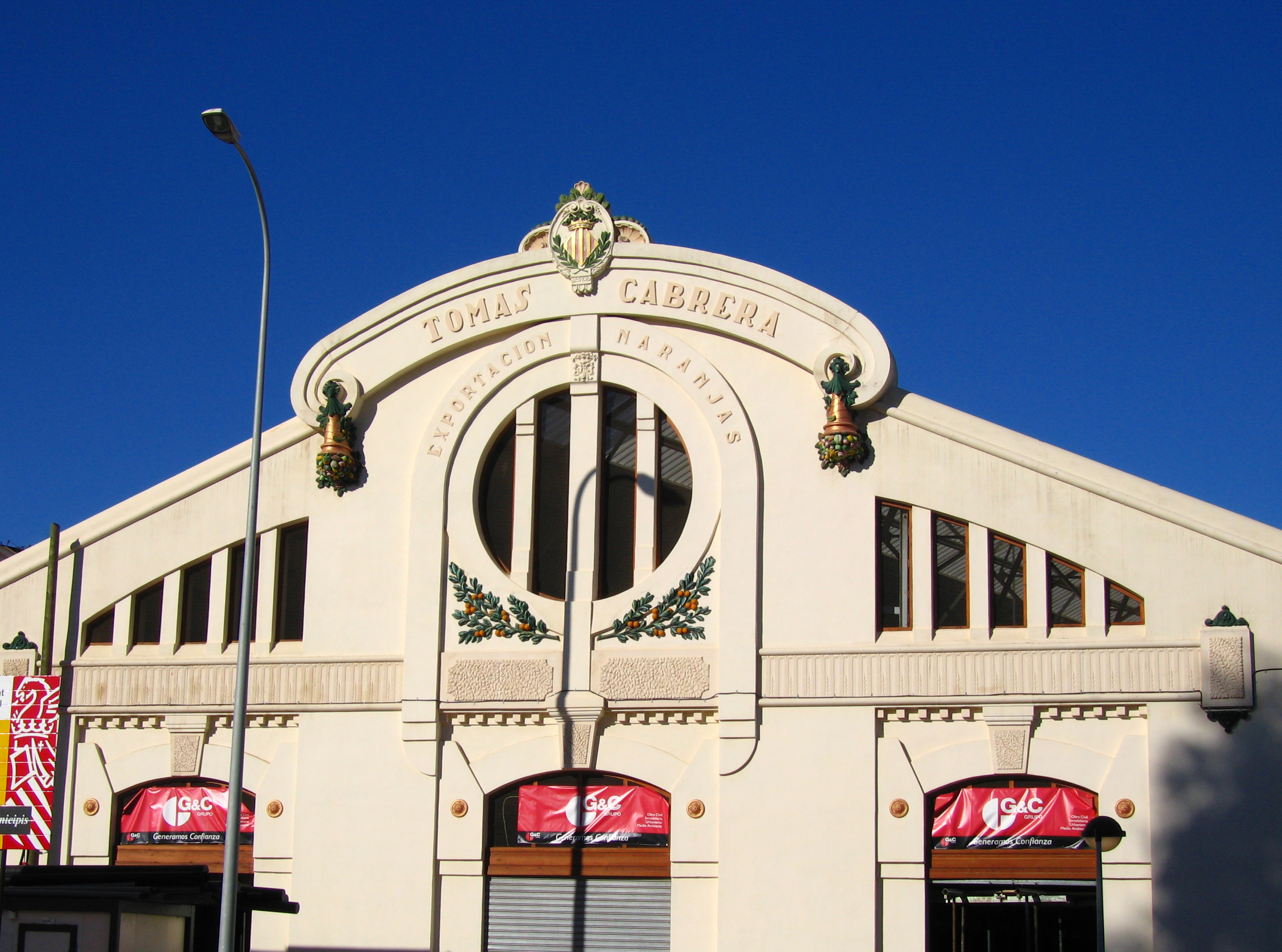
Magatzem de Cabrera (avinguda de França/passeig de l'Estació).

#### L'horta. El Millars
L'origen del regadiu vila-realenc és molt antic, probablement musulmà (terme general de Borriana), encara que la primera regulació de les aigües del Millars es remunta a 1346, quan el comte de Ribagorça Pere d'Aragó va determinar l'actual base jurídica de repartiment que establia que, quan l'aigua fora escassa, es farien 60 files o parts, de les quals 14 correspondrien al terme de Vila-real.
Durant el XVI i XVII, es va ampliar el regadiu fins a les prop de 2.500 ha que conformen l'horta històrica, on predominaven les hortalisses i cereals per a autoconsum i el cultiu comercial del cànem fins a mitjans del XIX. Cap al 1850, es va iniciar l'auge comercial citrícola i Vila-real va ser –juntament amb Borriana, Carcaixent i Alzira- un dels primers pobles valencians que va realitzar plantacions de tarongers a gran escala, que en 1860 ja ocupaven un 9% de l'horta, en 1882 més del 60% i quasi el 90% en 1907. Al llarg del segle xx i llevat de períodes de carestia com la guerra i la postguerra, el taronger ha tingut caràcter de monocultiu en l'horta vila-realenca, si bé cal mencionar que entre en 1960 i en 1980 el cultiu de bajoques era notable i el cèlebre mercat "de les bajoques" a la plaça de Sant Ferran va ser referència a escala espanyola fins que va deixar de ser rendible i s'abandonà.

#### El secà. Les sénies
Pel que fa al secà, durant el XVI i el XVII, es van rompre moltes fanecades per plantar-hi oliveres, vinyes, moreres i garroferes, cultius que hi van predominar fins a la primeria del XX, quan començà la transformació al regadiu. Vila-real fou el primer poble de la Plana que la inicià gràcies a la perforació del sòl a gran profunditat, a la cerca d'aigua i a la creació d'una xarxa de canalització de rec i de camins delimitats per ribassos (parets fetes amb la pedra que s'extreia per fer el pou). Durant les primeres dècades, el procés de transformació era manual, només ajudat de la dinamita quan la penya es resistia, i en homenatge a eixe esforç Vicent Llorens Poy esculpí el monument que presidix la plaça del Llaurador, on un grup d'agricultors mouen una gran roca. El primer pou es va obrir en 1898 i va ser batejat amb el nom de sénia dels Atrevits, per la gosadia que van tindre els executors, que van haver d'excavar fins a 65 metres de profunditat per trobar aigua. En 1912, ja s'havien obert 38 pous que elevaven l'aigua de la capa freàtica per mitjà de l'ús de màquines de vapor i regaven ja 723 ha, quasi 1/5 del secà tradicional. Es van crear nombroses societats per a l'obertura de nous pous, i per facilitar els préstecs i canalitzar els estalvis en 1919 es fundà la Caixa Rural.

#### Indústria auxiliar de la taronja
Poc abans de la Guerra Civil, unes 2.000 ha de secà ja s'havien transformat, i una part de la indústria local s'havia especialitzat en la producció de bombes per a l'elevació i captació d'aigües. L'obertura de pous es va reprendre després de la postguerra i, en la dècada de 1960, quasi tot el secà s'havia transformat en tarongerar. Hui el nombre de pous o sénies sobrepassa el centenar, tots electrificats, i amb cabals que reguen els camps amb minúsculs conductes anomenats reguers.
A mitjan segle xx, tota l'economia local encara girava al voltant del cultiu i comercialització de la taronja, aconseguint la seua indústria auxiliar un alt grau d'especialització a partir de 1950, amb la fabricació industrial de motocultors i cavadores de dimensió reduïda, adaptades als horts de tarongers locals i comarcals, on l'espai entre arbres és mínim.

#### Estructura agrària
Encara que hui el pes econòmic de la citricultura ha disminuït notablement, encara hi ha diverses empreses de manipulació i exportació de cítrics de grandària notable: el 2001, prop d'un miler d'ocupats es dedicaven a la producció agrícola (5% de la població activa). La propietat de la terra a Vila-real està molt compartimentada, perquè de les vora 3.000 explotacions agràries, 2.850 no superen les cinc hectàrees. No hi ha terres en arrendament i, per tant, els camps es treballen en règim de propietat, encara que els propietaris rarament es dediquen en exclusivitat a esta tasca; normalment preferixen altres activitats més lucratives i les tasques del camp les deleguen en empleats agraris o les realitzen com a activitat secundària, a temps parcial.

### Indústria. El taulell

#### Empori ceràmic dins laUnió Europea
Segons el cens de 2001, la indústria n'era el principal sector d'activitat, amb prop de 8.500 empleats, un 43,8% de la població activa. La posició central de Vila-real dins de la Plana ha beneficiat la seua actual aglomeració industrial. No obstant això, eixa importància no haguera sigut possible sense la notable tradició i esperit empresarial dels locals.
Segons dades de l'Institut Nacional de la Seguretat Social de principis de la dècada dels 2000, el total d'empleats industrials a Vila-real era de 9.388, quasi tants com a Castelló de la Plana (9.631), a pesar que la capital de la Plana la triplica en població. La major part d'eixos treballadors són de la ceràmica taulellera i auxiliars (química, maquinària, expositors de fusta, entre altres), i en menor mesura del sector dedicat a la fabricació de components d'automòbils, paper, gèneres de punt i altres branques industrials.

#### Origen de la indústria taulellera
La primera indústria del taulellet no es va instal·lar a Vila-real fins a 1956, en una conjuntura econòmica completament monopolitzada per la taronja fins aquell moment. El factor desencadenant de la industrialització taulellera va ser la gelada de 1956, que va provocar el tancament de molts comerços citrícoles i va portar els principals terratinents de Vila-real a diversificar l'economia local.
La proximitat a una zona de gran tradició taulellera com Onda va facilitar sens dubte el naixement d'esta indústria, ja que els inversors locals van considerar este subsector com un negoci relativament segur, ja que en tenien referències abundants. Però eixe veïnatge no sols va resultar determinant com a factor d'imitació: també va servir per a reclutar tècnics especialistes en la gestió i producció procedents d'Onda, als quals els accionistes vila-realencs confiaven la part tècnica.
La principal font de finançament de la indústria taulellera a Vila-real va ser l'estalvi derivat de l'agricultura: diners acumulats per comerciants i terratinents locals a partir d'excedents i especulacions en l'exportació de taronges, al qual es van unir notables masses d'estalvis de particulars. D'altra banda, l'esperit emprenedor dels vila-realencs de mitjan segle xx, forjat durant més d'un segle al voltant del comerç i de la indústria citrícoles, va influir decisivament en l'èxit de la indústria ceràmica taulellera local.

#### Empreses de gran dimensions
Des de 1956, no ha deixat d'incrementar-se el nombre de fàbriques, sobretot a partir de la dècada de 1980, quan la bicocció ceràmica fou substituïda per la monococció, i de 1990, quan la producció del taulell de la Plana es va triplicar i l'exportació se'n va quintuplicar.
Vila-real té hui algunes de les majors fàbriques de taulells de l'estat, una de les quals supera el miler d'empleats, i tres més el mig miler. Entre les indústries auxiliars ceràmiques, hi destaquen les de decoració ceràmica al tercer foc, les de frita i esmalts ceràmics, les d'expositors per a ceràmica, les de banys, hidromassatges i saunes i les de maquinària ceràmica.

### Construcció i serveis

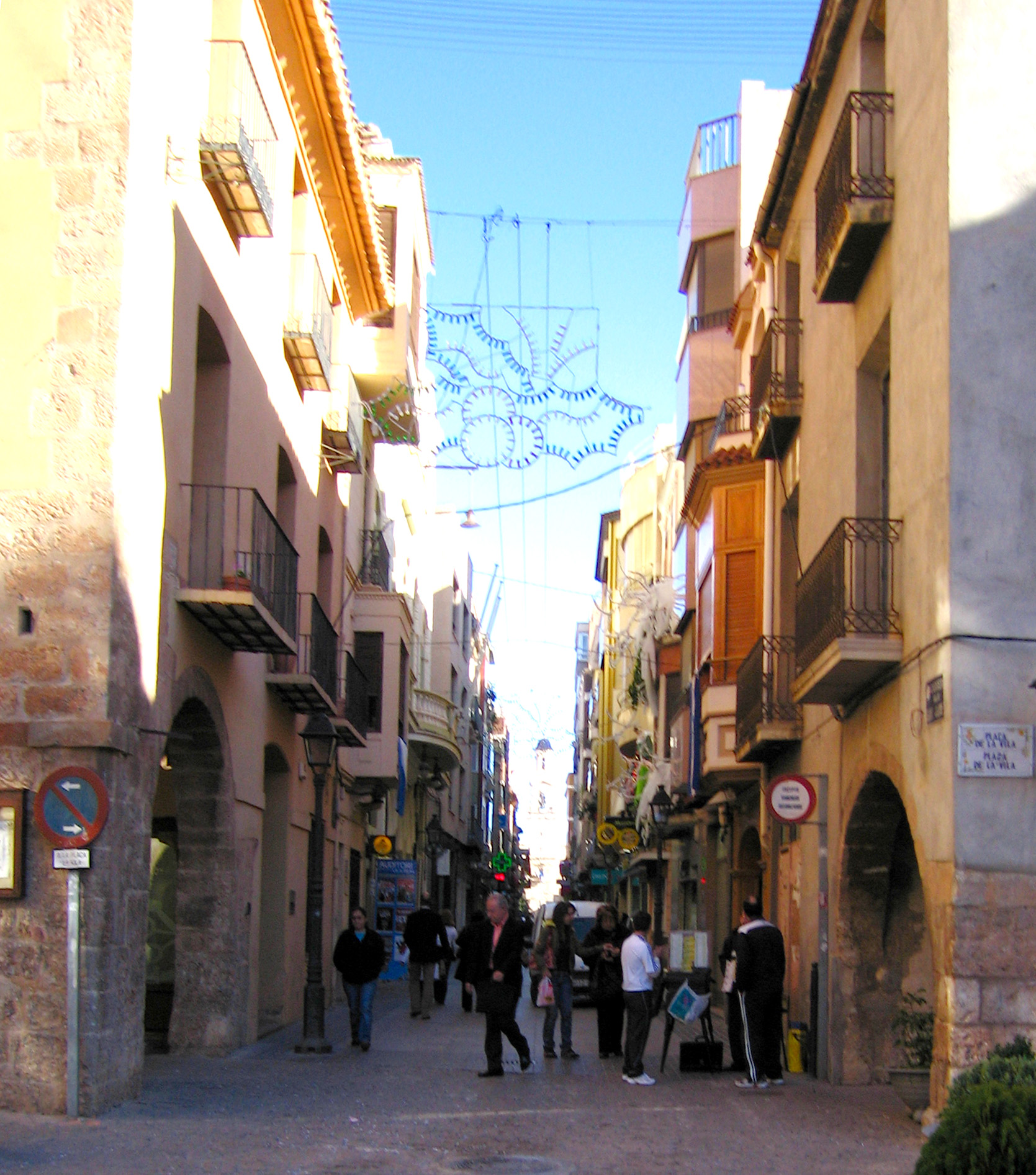
El carrer Major de sant Jaume és un dels més comercials de la ciutat.

La construcció, en auge durant l'última dècada, segons el cens de 2001 reunia més de 1.800 actius, un 9,4% del total.
Els serveis concentraven més de 8.000 empleats, un 41,7%. En eixe grup destaca el comerç, amb quasi 3.000 empleats. Vila-real s'ha convertit en els últims anys en la capital comercial de la Plana al sud del Millars o Plana Baixa. Després del comerç, se situen a molta distància els empleats en educació, serveis empresarials, sanitat i assistència social, transport i hoteleria.
Cal ressenyar que en els últims anys s'ha desenvolupat una important concentració terciària que dona servei a tota la Plana al sud del Millars i a la serra d'Espadà, i inclou un gran centre comercial, diversos hipermercats i botigues especialitzades, cinemes, hotels, cinc centres d'educació secundària, seu provincial de la Universitat Nacional d'Ensenyament a Distància, i l'hospital de la Plana, que dona servei als habitants de la Plana Baixa.

## Política i govern

### Composició de la Corporació Municipal
El Ple de l'Ajuntament està format per 25 regidors. En les eleccions municipals de 28 de maig de 2023 foren elegides 11 representants del Partit Socialista del País Valencià (PSPV-PSOE), 8 del Partit Popular (PP), 3 de Compromís-Acord per Guanyar (Compromís) i 3 de Vox.
| Eleccions municipals de 28 de maig de 2023 - Vila-real |                                          |                                     |                                     |         |         |          |
| Candidatura | Candidatura                              | Candidatura                         | Cap de llista                       | Vots    | Vots    | Regidors |
| | Partit Socialista del País Valencià-PSOE |                                     | José Benlloch Fernández             | 9.366   | 39,8%   | 11 (-2)  |
| | Partit Popular                           |                                     | Adrián Casabó Martín                | 7.087   | 30,1%   | 8 (+3)   |
| | Compromís-Acord per Guanyar              |                                     | Maria Fajardo i Franch              | 2.765   | 11,7%   | 3 ()     |
| | Vox                                      |                                     | Irene Herrero Rubert                | 2.642   | 11,2%   | 3 (+2)   |
| | Podem-EUPV: Unides Podem                 |                                     | José Ramón Ventura Chalmeta         | 815     | 3,5%    | 0 (-1)   |
| | Ciutadans - Partit de la Ciutadania      |                                     | Domingo José Vicent Font            | 755     | 3,2%    | 0 (-2)   |
| | Altres candidatures                      |                                     |                                     | 127     | 0,5%    | 0        |
| | Vots en blanc                            |                                     |                                     | 309     | 1,3%    |          |
| Total vots vàlids i regidors | Total vots vàlids i regidors             | Total vots vàlids i regidors        | Total vots vàlids i regidors        | 23.866  | 100 %   | 25       |
| | Vots nuls                                | Vots nuls                           | Vots nuls                           | 269     |         |          |
| Participació (vots vàlids més nuls) | Participació (vots vàlids més nuls)      | Participació (vots vàlids més nuls) | Participació (vots vàlids més nuls) | 24.135  | 65,2%** |          |
| Abstenció | Abstenció                                | Abstenció                           | Abstenció                           | 12.887* | 34,8%** |          |
| Total cens electoral | Total cens electoral                     | Total cens electoral                | Total cens electoral                | 37.022* | 100 %** |          |
| Alcalde: José Benlloch Fernández (PSPV) (17/06/2023) Per majoria absoluta dels vots dels regidors (14 vots: 11 de PSPV i 3 de Compromís-Acord per Guanyar.)          |                                          |                                     |                                     |         |         |          |
| Fonts: Portal de dades de la Generalitat Valenciana, Junta Electoral de Zona de Castelló. (* No són vots sinó electors. ** Percentatge respecte del cens electoral.) |                                          |                                     |                                     |         |         |          |

### Alcaldes des de 1979
Des de 2011 l'alcalde de Vila-real és José Benlloch Fernández de PSPV-PSOE.
| Període                       | Alcalde o alcaldessa                            | Partit polític | Data de possessió     | Observacions         |
| ----------------------------- | ----------------------------------------------- | -------------- | --------------------- | -------------------- |
| 1979–1983                     | Bautista Carceller Ferrer                       | UCD            | 19/04/1979            | --                   |
| 1983–1987                     | Enrique Ayet Fortuño                            | PSPV-PSOE      | 28/05/1983            | --                   |
| 1987–1991                     | Enrique Ayet Fortuño                            | PSPV-PSOE      | 30/06/1987            | --                   |
| 1991–1995                     | Enrique Ayet Fortuño                            | PSPV-PSOE      | 15/06/1991            | --                   |
| 1995–1999                     | Manuel Vilanova Goterris                        | PP             | 17/06/1995            | --                   |
| 1999–2003                     | Manuel Vilanova Goterris                        | PP             | 03/07/1999            | --                   |
| 2003–2007                     | Manuel Vilanova Goterris Juan José Rubert Nebot | PP             | 14/06/2003 27/01/2007 | Dimissió/renúncia -- |
| 2007–2011                     | Juan José Rubert Nebot                          | PP             | 16/06/2007            | --                   |
| 2011–2015                     | José Benlloch Fernández                         | PSPV-PSOE      | 11/06/2011            | --                   |
| 2015–2019                     | José Benlloch Fernández                         | PSPV-PSOE      | 13/06/2015            | --                   |
| 2019-2023                     | José Benlloch Fernández                         | PSPV-PSOE      | 15/06/2019            | --                   |
| Des de 2023                   | José Benlloch Fernández                         | PSPV-PSOE      | 17/06/2023            | --                   |
| Fonts: Generalitat Valenciana |                                                 |                |                       |                      |

### Alcaldes anteriors al règim constitucional de 1978
Els alcaldes anteriors de Vila-real han sigut:
| - 1850-1850 Antonio Belaire Peris - 1850-1851 Andrés Font Gamboa - 1851-1851 Pascual Marco Nácher - 1851-1852 Vicente Amorós Ortells - 1852-1854 Jaime Vidal Dufaura - 1854-1855 Jaime Insa Carrascosa - 1855-1856 José Almela Nebot - 1856-1856 Vicente Renau García - 1856-1859 Jaime Vidal Dufaura - 1859-1861 Antonio Serrano - 1861-1864 Manuel Candau - 1864-1864 Vicente Sánchez Manzanet - 1864-1865 Manuel Avellana Sancho - 1865-1865 José Batalla Rubert - 1865-1867 Pascual Candau Canos - 1867-1868 Francisco Verdia - 1868-1869 Juan Bautista Renau - 1869-1869 Pascual Pesudo Rochero - 1869-1871 Julián Canos Mulet - 1871-1872 Vicente Dualde Gumbau - 1872-1873 Andrés Font de Mora - 1873-1873 Antonio Soriano Gorris - 1873-1873 José Flors - 1873-1873 Manuel Petit Juan - 1873-1873 José Flors - 1873-1874 José Menero Navarro - 1874-1874 Esteban Borillo Víñez - 1874-1875 Vicente Rochera Villarreal - 1875-1875 Vicente Ferrer Borillo - 1875-1875 José Menero Navarro - 1875-1877 Julián Canos Mulet - 1877-1879 Francisco Avellana Petit - 1879-1883 Victoriano Candau Notari - 1883-1884 Joaquín Cantavella Mompó - 1884-1885 Salvador Ferrer Montoliu - 1885-1886 José Ramón Latorre Batalla - 1886-1887 Francisco Albella Petit - 1887-1887 Enrique Nebot Almela - 1887-1888 José Ramón Latorre Batalla - 1888-1888 José Pascual Gil Ferrer - 1888-1888 Pascual Ramos Moreno - 1888-1888 Pascual Bois Rubert - 1888-1888 José Dualde Chalmeta - 1888-1890 José Pesudo Montoliu | - 1890-1891 José Mezquita Bonet - 1891-1893 Vicente Gaya Vives - 1893-1893 Alejo Font de Mora Cerdán - 1893-1893 Vicente Gaya Vives - 1893-1894 Alejo Font de Mora Cerdán - 1894-1894 José Pascual Moreno Canós - 1894-1895 Pascual Ramos Moreno - 1895-1897 José Ramón Latorre Batalla - 1897-1899 Vicente Sánchiz Almela - 1899-1899 Manuel Gumbau Usó - 1899-1900 Pascual Ramos Moreno - 1900-1901 Manuel Gumbau Usó - 1901-1902 Domingo López Avellana - 1902-1910 José Ángel Galindo Thierrial - 1910-1912 Pascual Ramos Moreno - 1912-1912 Francisco Nebot Usó - 1912-1914 Joaquón Juan Marco - 1914-1916 Trnitario Verdiá Girona - 1916-1918 Luis Ferrer Galindo - 1918-1918 José Pascual Sanz Moreno - 1918-1920 Francisco Villarreal Añó - 1920-1921 Manuel Gil Petit - 1921-1921 Manuel Usó Jarque - 1921-1922 José Herrero Chabrera - 1922-1923 Manuel Usó Jarque - 1923-1927 Evaristo Olcina Doménech - 1927-1930 Vicente Sánchiz Ayza - 1930-1930 Juan Bautista Vilanova Roca - 1930-1931 Vicente Casalta Gil - 1931-1931 Bautista Vilanova Goterris - 1931-1936 Manuel Usó Jarque - 1936-1937 Pascual Cabrera Quemades - 1937-1937 José María Juan Broch - 1937-1938 Vicente Costa Cantavella - 1938-1942 Pascual Renau Moreno - 1942-1942 Vicente Casalta Gil - 1942-1949 José Pascual Balaguer Avellana - 1949-1954 Vicente Peris Nácher - 1954-1958 José Pascual Taurá Torres - 1958-1969 José Ferrer Ripollés - 1969-1972 Juan Vilanova Verdía - 1972-1976 Manuel Amorós Castañer - 1976-1979 Samuel Garrido Juan |

## Festes i costums

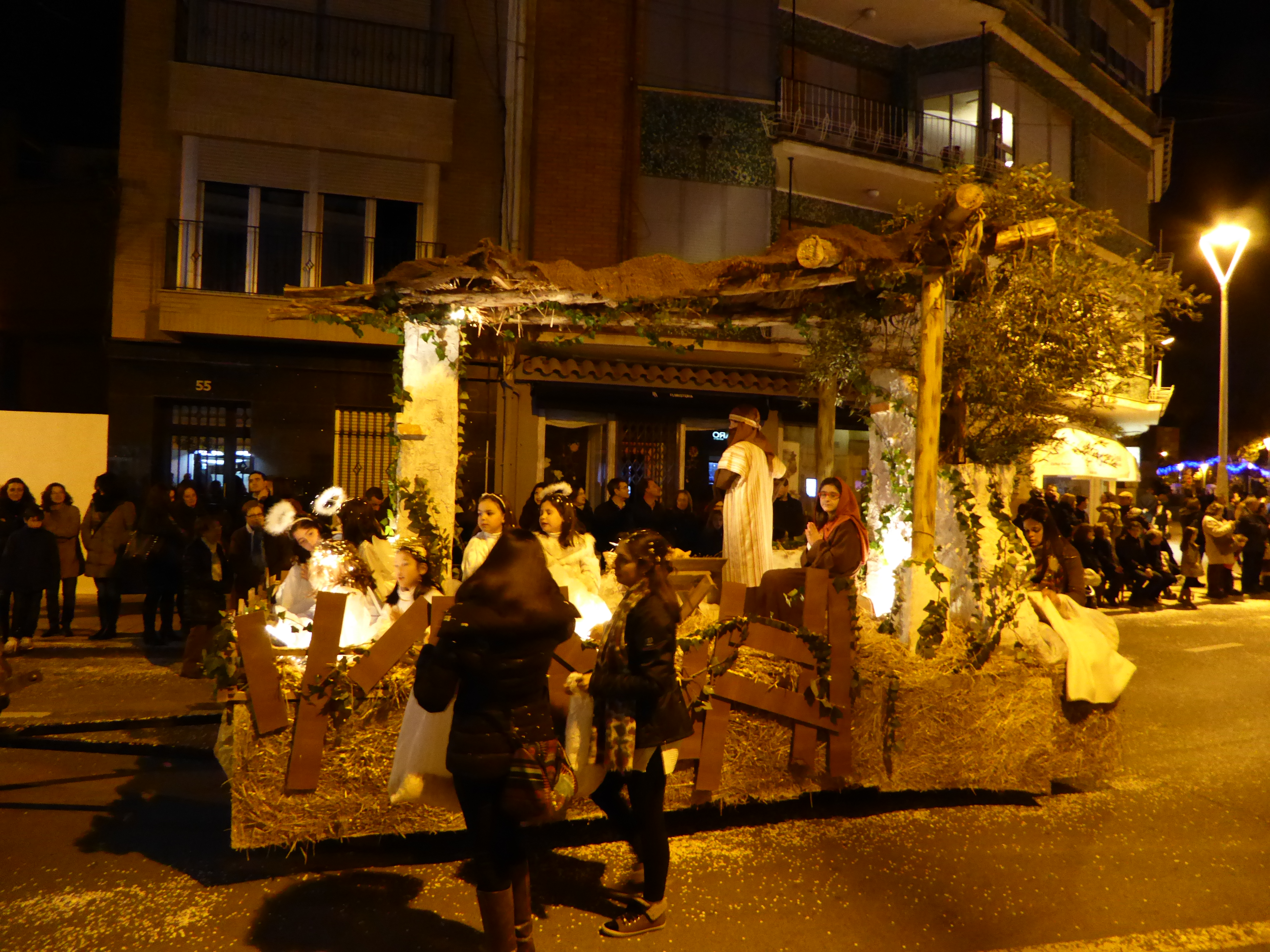
Cavalcada dels Reis Mags l'any 2017.

La cavalcada dels Reis d'Orient de Vila-real és festa d'interés turístic de la Comunitat Valenciana.
Celebra festes patronals la setmana del 17 de maig (Sant Pasqual Bailon) i la que seguix al primer diumenge de setembre (Mare de Déu de Gràcia). Les dues tenen com a base fonamental els actes religiosos, però inclouen manifestacions esportives, artístiques, bous al carrer i les activitats de les nombroses colles festeres. A més, diverses celebracions tradicionals completen el calendari anual de festivitats.
La fira d'origen medieval, que se celebrava al mes de novembre durant quinze dies, perdura ara traslladada al mes de maig durant les festes patronals de sant Pasqual Bailon, així com en el mercat popular del darrer diumenge de novembre popularment conegut com a "fira de santa Caterina".
També al mes de febrer recorda amb un seguit d'actes socials i culturals el fet del seu origen i fundació.
La seua gastronomia conserva molts trets tradicionals, tot i que matisats per les incorporacions de la nova cuina. Hi destaquen les coques, els arrossos i la rebosteria.

## Atractius turístics

### Monuments religiosos
- Església de la Sang (avinguda de la Murà) Del segle xvi. Només en resta la façana, construïda sobre solars de cases habitades per jueus i de la qual es manté l'arc de mig punt amb alguns motius de la Passió.

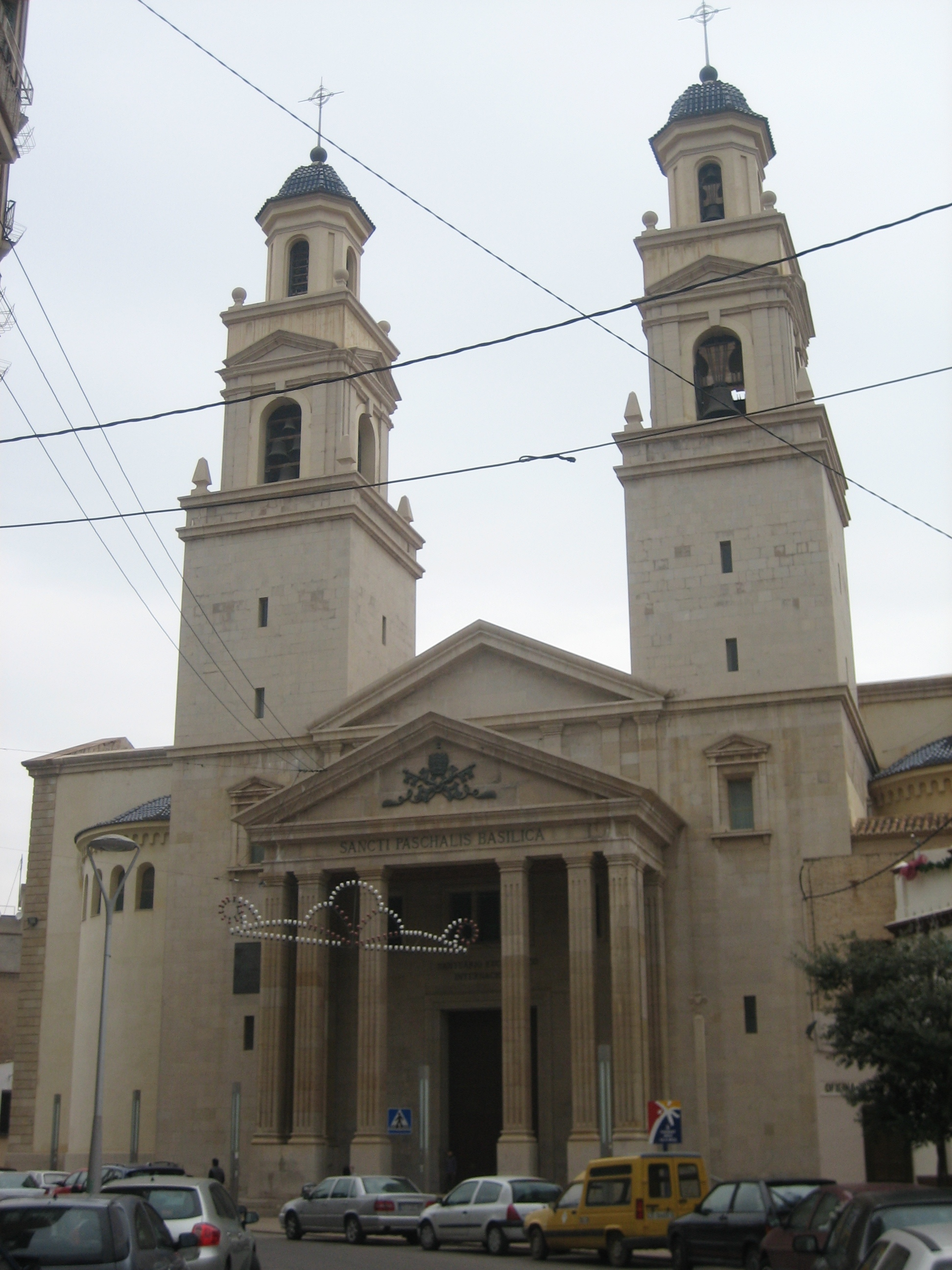
Vista de la porta principal i les torres de la basílica de Sant Pasqual.

- Ermita de la Mare de Déu de Gràcia (el Termet). És un edifici molt representatiu de l'arquitectura popular mediterrània, que alberga un gabinet d'arqueologia, una mostra de taulells medievals, renaixentistes i barrocs i un museu etnològic. És interessant per la decoració barroca, l'oratori que guarda la imatge de la patrona. L'actual ermita es començà en el segle xvi i després han tingut nombroses modificacions i ampliacions.

- Convent del Carme (raval de Carme). Hui parròquia i seu d'una comunitat franciscana. Té un claustre manierista de mitjan segle xvii.

- Església arxiprestal de Sant Jaume (carrer de Sant Roc). Monumental església dedicada a sant Jaume, primer patró local i nom del fundador de la vila. Construïda entre 1752 i 1779, amb planta de tradició barroca i revestida d'ornamentació neoclàssica. Consta de tres àmplies naus d'igual alçària. Les capelles laterals, situades entre els contraforts, es cobrixen amb volta d'aresta i les naus amb volta de canó. En el creuer s'alça una cúpula sobre tambor. El campanar octogonal fou erigit el 1682, quan encara hi havia l'antiga església medieval. L'ornamentació de les petxines de la cúpula amb temes del martiri de sant Jaume és obra del pintor Josep Vergara de final del xviii, que va fer també els frescos de la capella de la Comunió.

- Basílica de Sant Pasqual Baylon (raval de Sant Pasqual). Guarda les restes del sant, en el centre de la capella, dins un sarcòfag de granit fosc sobre el qual descansa la imatge jacent de sant Pasqual, d'argent, obra de Vicent Llorens Poy. Darrere de la capella es troba la cel·la on va morir, amb un retaule de catorze metres de cinquanta figures, esculpides en alt relleu, on es representen escenes i personatges relacionats amb sant Pasqual i l'eucaristia. Els escuts de Carles II i Joan Carles I, en la predel·la, simbolitzen el patronat Reial. El temple actual és de recent construcció, ja que l'anterior, magnífic testimoni del barroc valencià, va ser destruït en la Guerra Civil.

- Capella del Crist de l'Hospital (carrer de l'Hospital), darrer vestigi de l'hospital concedit pel rei en Jaume a la vila, amb interessant decoració barroca. Erigida en el primer terç del xviii, consta d'una sola nau amb volta de canó. El presbiteri està decorat amb talles d'àngels, garlandes i medallons daurats, i conserva una còpia de l'antic crucifix hospitalari, de gran valor sentimental. L'edifici hui l'alberga el monestir de religioses dominicanes, amb una notable col·lecció pictòrica.

### Monuments civils

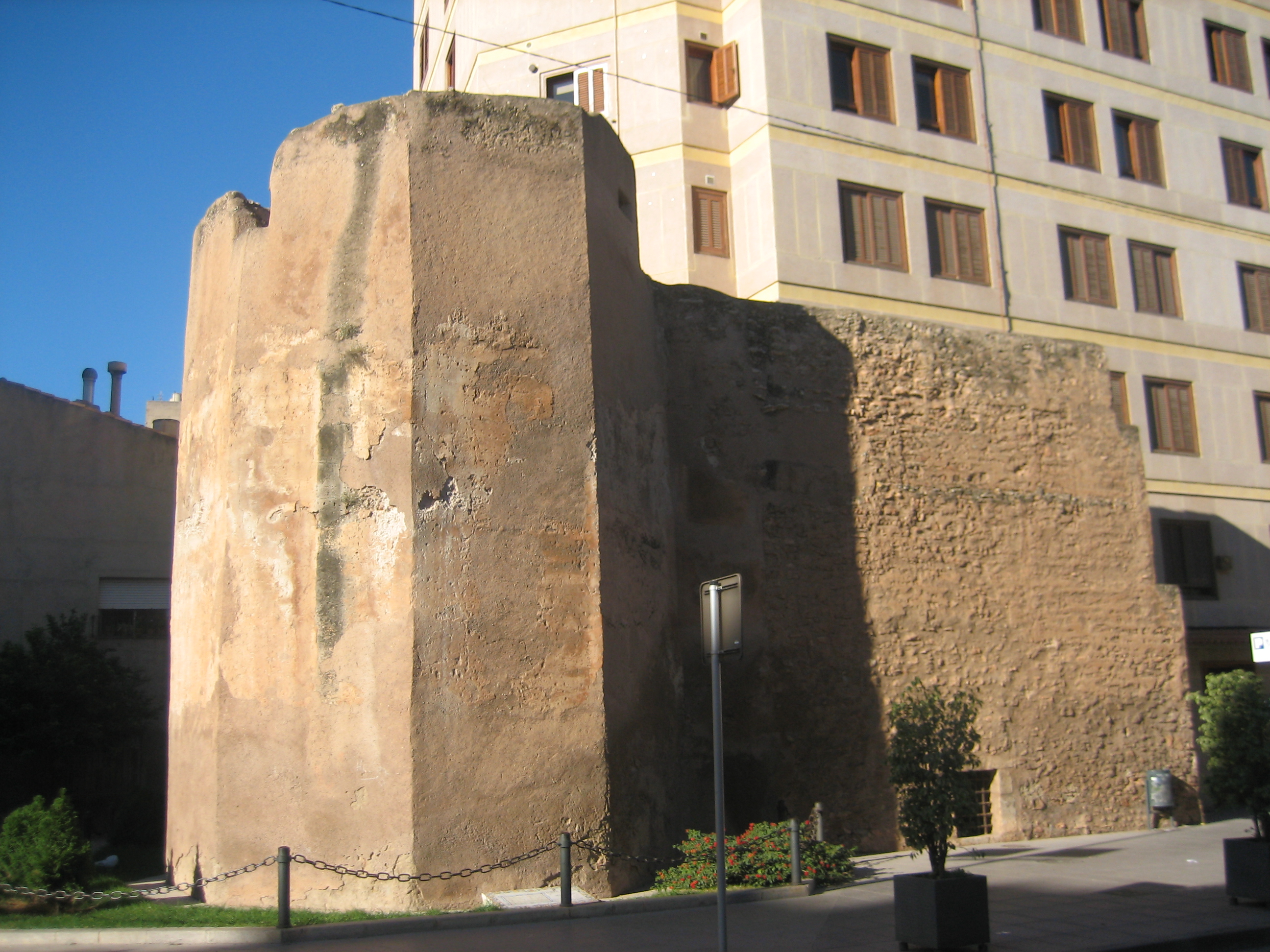
Torre Motxa.

- Plaça de la Vila. Data del període fundacional. Plaça porticada enmig de la vila, de la qual només es conserven tres costats, dos dels quals amb porxes medievals.

- Murades. Romanen el llenç de l'anomenada casa de l'Oli (avinguda de la Murada), amb una sala gòtica, i l'angle corresponent a la "torre Motxa" (avinguda de la Murada), reedificada cap al 1424 i restaurada en profunditat el 1988, i que és l'última resta dels baluards de defensa de la vila.

- Pont Nou sobre el Millars (N-340). Construït del 1784 al 1790, sota la direcció de Bartomeu Ribelles. Un dels millors representants del neoclassicisme valencià, relacionat amb l'Acadèmia de Belles Arts de Sant Carles. Amb tretze arcs de nou metres i mig de llum i deu d'amplària, fet tot de pedra de Borriol. Cada tram està dividit per cubículs semicirculars. Decoració sòbria i clàssica. Separant els arcs de l'ampit corre un motlura sobre mènsules. El 1952, fou ampliat fins als quasi 17 metres d'amplària actual per servir de suport a la N-340; fou declarat Bé d'Interés Cultural (BIC) a l'octubre del 2000.

- Pont de Santa Quitèria sobre el Millars (camí Reial). Del segle xiii, i construït per concessió del rei Jaume I a Pere Dahera.

- Séquia de les Argamasses (el Termet). El seu traçat d'origen romà es manté encara en alguns trams. Des de la Mare de Déu de Gràcia eixint, la senda s'endinsa avall vora el Millars, de camí a Santa Quitèria. Ací i allà, hom descobrix ara un perfil insinuat, ara un fragment de mur, que revelen el pas antic de les aigües per aquell indret. Però el tram més espectacular aguaita des de dins del pantanet de Santa Quitèria. Allí, la séquia ja ha guanyat altura i s'enlaira al cim d'uns murs escalonats d'argamassa que li donen el nom. L'obra originària fou realitzada en època romana, per proveir d'aigua l'horta. La séquia de les Argamasses ha estat en ple ús fins a l'any 1869. L'ús continuat durant dèneu segles ha provocat que l'obra presente hui aportacions d'èpoques distintes, sobretot pel que fa a la maçoneria. Tot i això, les excavacions fetes en la roca no han patit cap modificació des que foren practicades en època romana.

- Séquia del Diable i els Arquets (barranc de Ràtils). Nom popular d'un aqüeducte fet amb la intenció que la séquia del Diable salvara el barranc de Ràtils i continuara fins a prop de Sagunt. Hui, dels tres ulls que antigament configuraren l'obra, ja només en resten dos. Per damunt dels arcs, discorre encara perfectament visible un tram de vora uns trenta metres d'allò que fa temps fou la séquia del Diable.

- Casa de Polo (carrer de Polo de Bernabé). Alqueria construïda per la família Polo de Bernabé en el segle xix, rehabilitada i adquirida per l'Ajuntament com a patrimoni municipal. Actual seu del Museu de la Ciutat, dedicat al guitarrista Francesc Tàrrega, l'escultor Josep Ortells i als pintors Gimeno Barón, Fernando Bosch i José Gumbau.

- Gran casino (carrer Major de Sant Jaume). Obra del 1910, d'estil neobarroc, relacionat amb el casino de Múrcia del 1902. Cal destacar també els edificis, també al mateix carrer, que alberguen el casino Carlí i la Caixa de València, després Bancaixa, així com l'antic casalot dels Mundina, actualment seu de la Universitat Popular Municipal.

- Casa Arrufat (raval de sant Pasqual): edifici d'habitatges, un dels més interessants exemples d'arquitectura contemporània a la ciutat.

### Altres llocs d'interés
- El Termet. Paratge natural a les vores del riu Millars a 2 km de la ciutat. Tot l'espai natural que cenyix la revolta del riu Millars a l'entorn del promontori de l'ermita de la Mare de Déu de Gràcia ha estat des del període medieval propietat del municipi i utilitzat amb distintes aplicacions. Hui, cobert de frondós arbratge, és un focus d'afluència de visitants durant tot l'any, bé per motius devocionals, com educatius, esportius, o pel contacte amb la natura. El bosc superior alberga la seu del centre d'educació ambiental El Termet, on els estudiants valencians i de fora estudien el medi natural. Inclou espais per a la pràctica esportiva, notablement la piscina olímpica, i restaurant i cafeteries. El recorregut per vora del riu, el passeig Botànic Calduch, notablement afectat per les riuades, és ara objecte de plans de millora per a recuperar-lo.
- Passeig Botànic Manuel Calduch. Paisatge protegit. És una senda que transcorre entre el paratge de l'ermita de la Mare de Déu de Gràcia a Vila-real i l'ermita de Santa Quitèria a Almassora.
- Les Goles del Millars. Paisatge protegit.

## Entitats
Esport
El Vila-real Club de Futbol és l'equip més representatiu de la ciutat en tots els àmbits. Juga a l'estadi del Madrigal.
El trinquet municipal duu el nom de trinquet Salvador Sagols en homenatge al pelotari Salvador Sagols Gavarri. Un altre destacat jugador de pilota valenciana ha sigut Mezquita, José Jorge Mezquita García.
El club handbol Vila-real juga al poliesportiu J. B. Llorens i té equips en molt bones posicions.
Música
- Sitja, grup de folk experimental.
- Tirant lo rock, grup de rock en català.

## Personatges destacats
Entre els personatges destacats fills de Vila-real hi ha:
- Pau Arenós Usó, periodista, escriptr i crític gastronòmic
- Rafael Beltrán Moner, compositor.
- Juan Bautista Bono Boix, director general d'aviació civil.
- Paula Bonet Herrero, artista i il·lustradora.
- Fernando Bosch Tortajada, pintor i dissenyador gràfic.
- Francisco Broch Llop, lingüista i escultor.
- Manuel Eixea Vilar, militar antifeixista.
- Alejandro Font de Mora Turón, polític.
- Francesc Gimeno Barón, pintor.
- Vicent Llorens Poy, pintor i escultor.
- Francesc Joan Mas, erudit del segle xvi.
- Diego Mas i Mas, filòsof metafísic.
- Josep Jordi Mezquita García, Mezquita, pelotari.
- Josep Pasqual Ortells López, escultor.
- Carles Sarthou Carreres, historiador.
- Francesc Tàrrega i Eixea, guitarrista.
- Yurema Requena, nedadora.[10]
- Antonio de la Mata Guinot, boxejador.[11]
- Benet Traver García, sacerdot i compositor musical.
- Angelina Abad Cantavella, mestra i escriptora.
- Jordi García Candau, periodista i director de RTVE entre 1990 i 1996.
- Enric Arenós Cortés (Vila-real, 1941), humorista gràfic i mestre de primària. Autor de més de 26.000 acudits publicats en un centenar de capçaleres de l'Estat i de l'estranger.[12]
- Rosanna Cantavella, filòloga.
- Dolores Cortés Goterris, dissenyadora de roba i empresària.[13]

Entre els personatges destacats lligats a Vila-real, no nascuts a la ciutat, hi ha:
- Pasqual Bailon Yubero, sant patró.
- Vicent Enrique i Tarancón, eclesiàstic.
- Rafael Martí de Viciana, historiador.
- Josep Polo de Bernabé i Borràs, polític.